# Леохар
Леохар (дав.-гр. Λεοχάρης; IV століття до н. е.) — давньогрецький скульптор.

## Біографія
Народився між 390 та 385 до н. е. Його ім'я згадується Платоном у листі до тирану Діонісії (366 до н. е.) і Павсанням в «Описі Еллади». Інший майстер під тим самим ім'ям працював в Афінах у II—I ст. до н. е..
У 350-ті до н. е. працював разом зі Скопасом над скульптурним оздобленням Мавзолею в Галікарнасі — надгробного комплексу Карійського правителя Мавсола, спорудженого за наказом його вдови Артемісії III і став одним із семи чудес світу давнини. Пізніше Філіп II Македонський замовив йому хрісоелефантинні портрети царського сімейства для Філіппеума в Олімпії.
Створив безліч статуй Зевса, Аполлона, Ареса. Працював у хрісоелефантинній техніці та в бронзі. Йому приписують такі статуї, як Аполлон Бельведерський, Діана Версальська та Ганімед Ватиканський. Ці твори відомі лише за сигнатурами, літературними описами та репліками майстрів неоатичної та римської шкіл. П'єдестал однієї бронзової статуї з його ім'ям, що зображує полювання Олександра на левів, знайдено під час розкопок в Афінах.

## Галерея

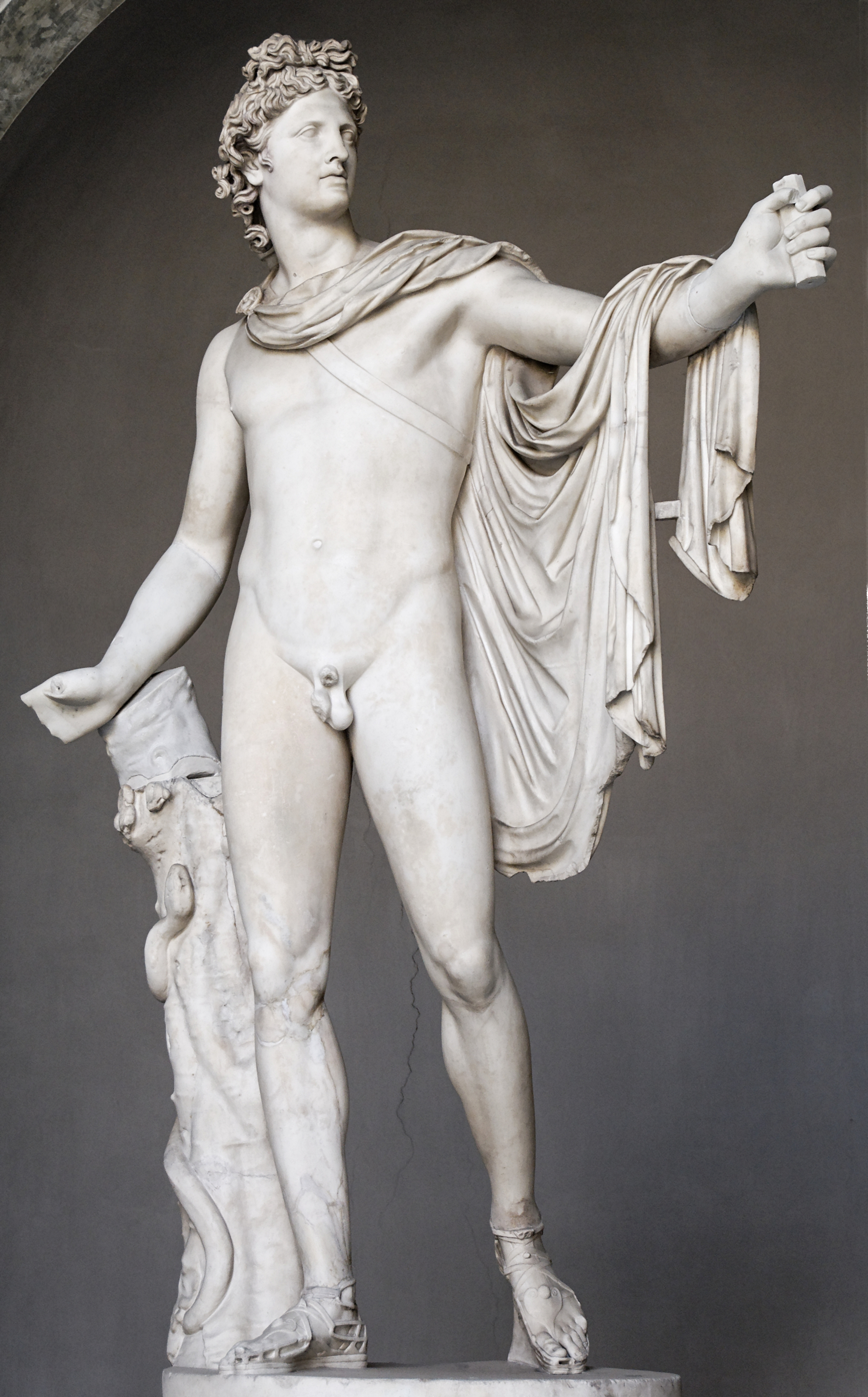
Аполлон Бельведерський
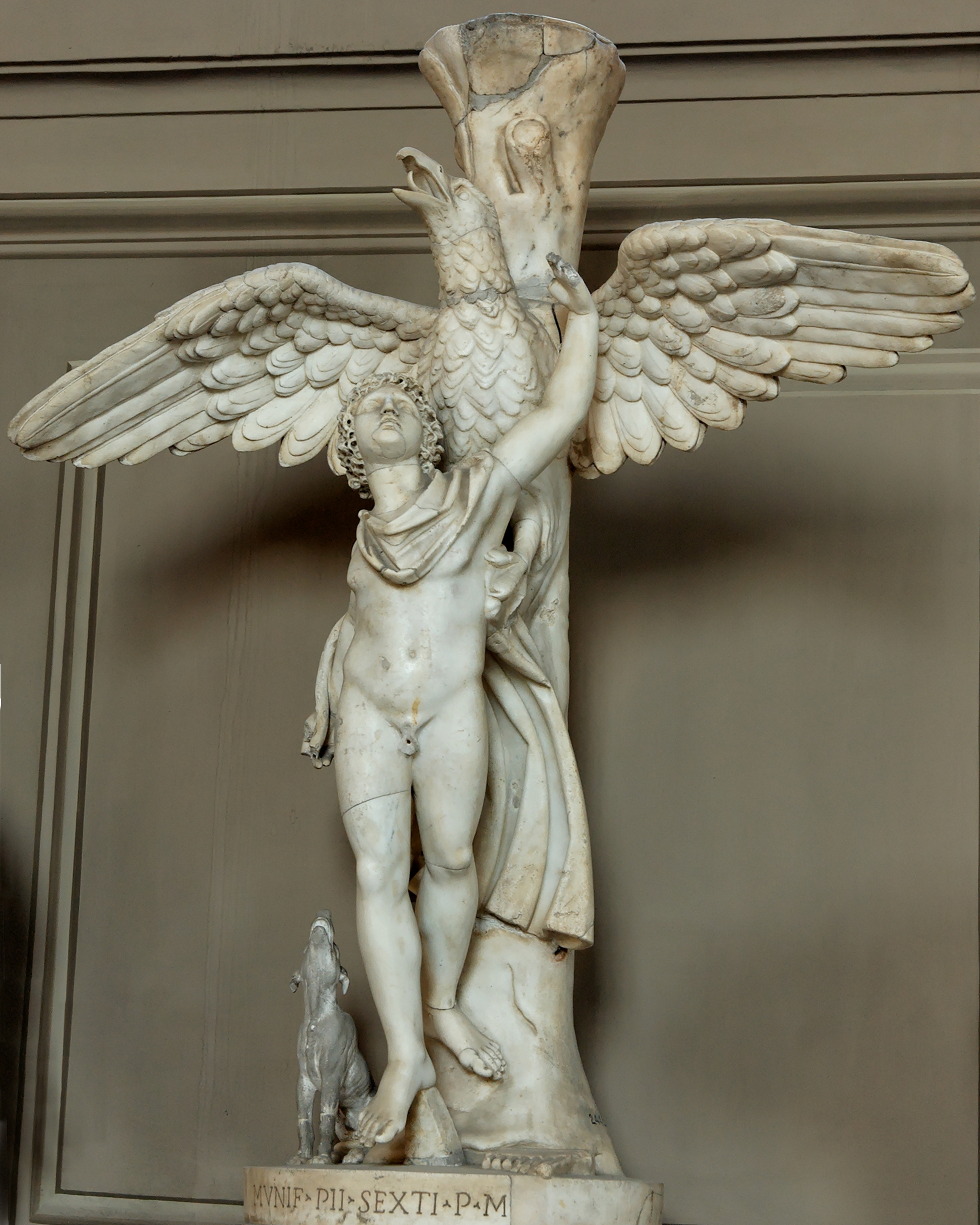
Ганімед та орел (Ватикан)
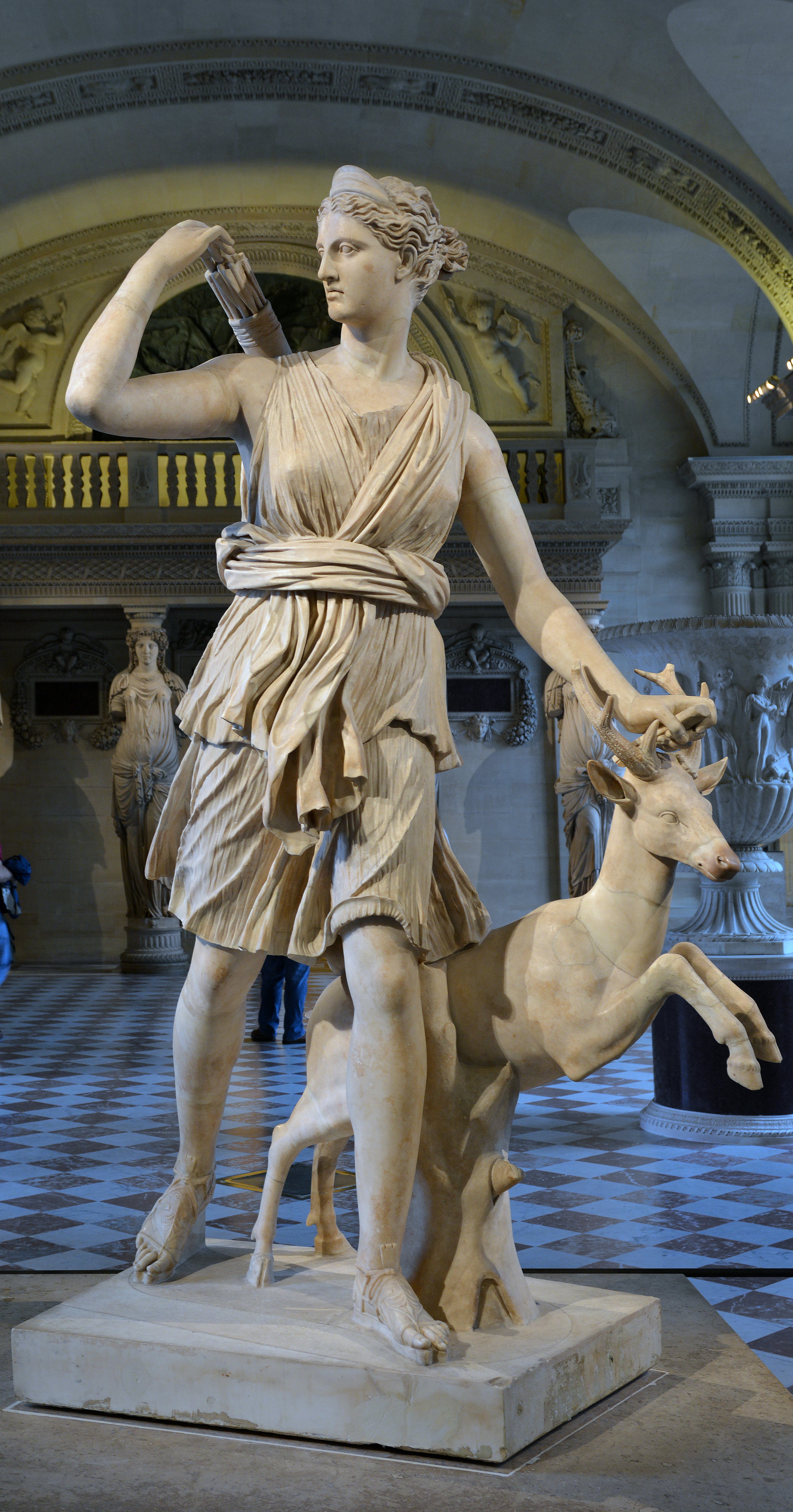
Діана Версальська